# Karl Friedrich von Vincke

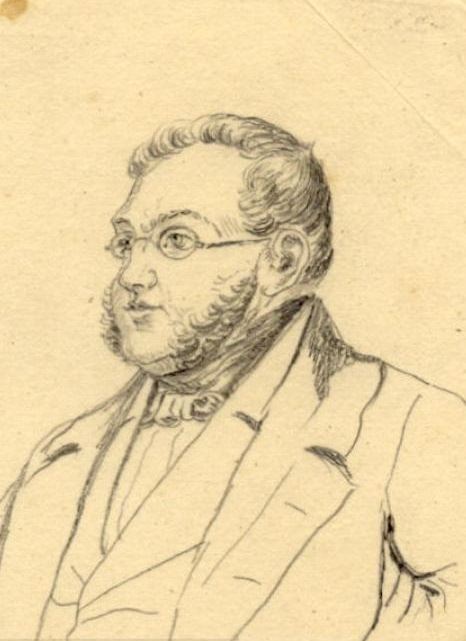
Karl Friedrich von Vincke

Karl Friedrich Ludwig Freiherr von Vincke (* 17. April 1800 in Minden; † 18. Mai 1869 in Berlin) war ein preußischer Offizier – bekannt geworden durch eine Mission nach Konstantinopel. Später war er Gutsbesitzer, rechtsliberaler Politiker und Vertrauter von Wilhelm I.

## Militärlaufbahn
Karl von Vincke besuchte das Gymnasium in Minden und trat 1817 in die Gardeartillerie der Preußischen Armee ein. Zwischen 1822 und 1824 besuchte er die Kriegsschule in Berlin. Dabei wurde er mit dem Prinzen Wilhelm bekannt. Nach Abschluss der Schule war er als Mitglied der trigonometrischen Abteilung der Armee mit Vermessungsarbeiten beschäftigt. Im Jahr 1829 wurde er zum Generalstab versetzt. Als Hauptmann diente er ab 1832 beim Generalkommando des VI. Armee-Korps. Zusammen mit anderen Offizieren, unter ihnen Helmuth von Moltke, wurde Vincke 1837 zur Reorganisation der Streitkräfte des Osmanischen Reiches abkommandiert. Seine Frau folgte ihm später nach. Vincke hatte als Dienstältester die Gesamtleitung der Mission inne. In dieser Zeit nahm er am Krieg in Ägypten teil. Im Jahr 1839 kehrte die Gruppe nach Preußen zurück. Im Jahr 1840 wurde Vincke zum Major ernannt und wurde dem Generalstab des Gardekorps zugeteilt.

## Anfänge des politischen Wirkens
Im Jahr 1841 kaufte Vincke die Herrschaft Olbendorf im Landkreis Strehlen. Um sich der Bewirtschaftung des Gutes zu widmen, schied er 1843 aus dem aktiven Dienst aus. In einer kleinen Denkschrift von 1844 über die Kommunal- und Polizeiverwaltung in Niederschlesien machte er seine liberale Haltung deutlich. Dem Vereinigten Landtag von 1847 gehörte Vincke nicht an, dennoch reiste er nach Berlin und wurde mit den führenden liberalen Politikern bekannt. Diesen überreichte er eine später gedruckte Denkschrift zur Patrimonial- und Polizeigerichtsbarkeit in den östlichen Provinzen. In dieser kritisierte er zahlreiche Mängel, ging aber nicht soweit die Aufhebung der gutsherrlichen Gerichtsbarkeit zu fordern.
Trotz seiner liberalen Ansichten blieb Vincke in engem Kontakt mit dem Prinzen Wilhelm. Als dieser nach dem Beginn der Revolution von 1848 ins Exil fliehen musste, hat Vincke maßgeblich zur Flucht des Prinzen beigetragen. Vincke wurde zwar als Ersatzabgeordneter in die Deutsche Nationalversammlung gewählt, kam aber nicht zum Einsatz. Im Juni 1848 war er daran beteiligt, Wilhelm die Rückkehr zu ermöglichen. In dieser Zeit kritisierte er auch die Arbeit der Abgeordneten der preußischen Nationalversammlung. Von Karl August Varnhagen von Ense wurde er daraufhin als Reaktionär bezeichnet.

## Parlamentarier
In den folgenden Jahren wurden seine liberalen Ansichten wieder deutlicher. Im Jahr 1849 wurde Vincke Mitglied der ersten Kammer des preußischen Landtages. Diesem gehörte er bis zur Bildung des preußischen Herrenhauses im Jahr 1854 an. Im Jahr 1850 war er zudem Mitglied des Erfurter Unionsparlaments. Seinen endgültigen Abschied vom Militär nahm er 1850 im Range eines Oberstleutnants. 1852 war er am Duell Vincke–Bismarck als Zeuge beteiligt.
Seinen Plan sich in das preußische Abgeordnetenhaus wählen zu lassen, gab Vincke zunächst auf. Im engen Kontakt mit Theodor von Bernhardi war er 1857 auch finanziell an der Gründung der konstitutionell ausgerichteten preußischen Jahrbücher beteiligt.
Nach dem Wilhelm die Regentschaft für Friedrich Wilhelm IV. übernommen hatte und die sogenannte Neue Ära begann, wurde der Kontakt zu Vincke wieder enger. Im Jahr 1858 sprach sich Vincke gegen ein Bündnis der Liberalen mit den Demokraten aus und bewarb sich erfolgreich um ein Mandat im Abgeordnetenhaus. Diesem gehörte er bis zu seinem Tod an.
Vincke war ein Befürworter der kleindeutschen Lösung und propagierte die Ideen des deutschen Nationalvereins in Schlesien. Im Zusammenhang mit dem beginnenden Heereskonflikt befürwortete Vincke zunächst auch eine zweijährige Dienstzeit. Obwohl sich das Verhältnis zu Wilhelm I. abschwächte, hat Vincke erheblich dazu beigetragen, dass der König nicht zurücktrat. Im Jahr 1860 schwenkte er in der Heeresfrage auf den Kurs Wilhelms ein.
Den Beginn der Regierung Otto von Bismarcks jedoch sah Vincke mit Sorge. Später trat er aber mit einer Schrift ganz auf die Seite der Befürworter der Militärreform. Im preußischen Abgeordnetenhaus schloss sich Vincke 1862 der Fraktion Georg von Vinckes an. Dieser Richtung gehörte er auch im Reichstag des norddeutschen Bundes an, wo er als Abgeordneter des Wahlkreises Breslau 4 von August 1867 bis zu seinem Tode 1869 der Fraktion des Altliberalen Zentrums angehörte.

## Familie
Er heiratete am 30. Oktober 1826 Emma Rosalie von Schulze (* 18. Oktober 1809; † 22. November 1865), eine Tochter des Besitzers des Gutes Jakymisken bei Narwa. Die Ehe blieb kinderlos. Das Paar adoptierte am 31. Januar 1863 die Kinder seines jüngeren Bruders Johann Wilhelm Philipp (* 25. August 1802; † 19. Januar 1861) und dessen Ehefrau Sophie Frederike Amalie Schürmann († 27. März 1840). 
- Hermine Johanna Luise  (* 24. September 1834) ⚭ 1871 Gustav von Stiehle (1823–1899), General der Infanterie
- Franz Adalbert Maximilian (* 29. Dezember 1836) ⚭ Emma von Scheel-Plessen (* 8. April 1847), Tochter von Carl von Scheel-Plessen